# Hans-Georg Häusel
Hans-Georg Häusel (* 12. November 1951 in Hechingen) ist ein deutscher Diplom-Psychologe. Er verfasst Sachbücher zu den Themen Hirnforschung, Konsumverhalten und Marketing.

## Leben
Von 1973 bis 1978 absolvierte er ein Studium der Psychologie und Philosophie in Regensburg und Tübingen. Er promovierte 2001 bei Günther Bäumler am Lehrstuhl für Sportpsychologie der TU München zum „Umgang mit Geld und Gut in seiner Beziehung zum Alter“. 
Er ist Mitglied im Vorstand der Gruppe Nymphenburg Consult AG, Dozent an der Hochschule für Wirtschaft in Zürich und sitzt im Herausgeberbeirat der wissenschaftlichen Zeitschrift NeuroPsychoEconomics.

## Publikationen
- Think Limbic! Die Macht des Unbewussten verstehen und nutzen für Motivation, Marketing und Management. Haufe-Verlag, Freiburg 2000; 4. Auflage 2010, ISBN 978-3-648-00896-6.
- Der Umgang mit Geld und Gut in seiner Beziehung zum Alter. Dissertation, TU München, 2001.
- Limbic Success: So beherrschen Sie die unbewussten Regeln des Erfolgs. Die besten Strategien für Sieger. Haufe, Freiburg 2002; 2. Auflage 2006.
- Brain Script: Warum Kunden kaufen. Haufe, Freiburg 2004; später als Brain View: Warum Kunden kaufen. 3. Auflage 2012, ISBN 978-3-648-02938-1.
- Hrsg.: Neuromarketing. Erkenntnisse der Hirnforschung für Markenführung, Werbung und Verkauf. Haufe, Freiburg 2007; 2. Auflage 2012, ISBN 978-3-648-02941-1.
- Emotional Boosting: Die hohe Kunst der Kaufverführung. Haufe, Freiburg 2009, ISBN 978-3-648-00948-2; 2. Auflage 2012, ISBN 978-3-648-02944-2.
- Die wissenschaftliche Fundierung des Limbic Ansatzes. Gruppe Nymphenburg 2011.
- Kauf mich! Wie wir zum Kaufen verführt werden. Haufe, Freiburg 2013, ISBN 978-3-648-03559-7.